# Puya macropoda
Puya macropoda är en gräsväxtart som beskrevs av Lyman Bradford Smith. Puya macropoda ingår i släktet Puya och familjen Bromeliaceae. Inga underarter finns listade i Catalogue of Life.